# Баузе, Иоганн Фридрих
Иоганн Фридрих Баузе (нем. Johann Friedrich Bause; 3 января 1738, Галле — 5 января 1814, Веймар) — немецкий гравёр в технике офорта по меди; портретист.

## Биография
Иоганн Фридрих родился в семье Кристиана Готлиба Баузе, смотрителя солеварни в Галле, и Софии Элизабет, урождённой Дриандер (1705—1761). Он был самоучкой. В 1759 году недолгое время работал в Аугсбурге под руководством Иоганна Якоба Хайда. Его вдохновил немецкий эмигрант-гравёр Иоганн Георг Вилле. В Аугсбурге он также познакомился с живописцем-портретистом Антоном Граффом.
В 1763 году он женился на Генриетте Шарлотте Брюннер, и у них родилось две дочери. Старшая, Фридерикe Шарлотта, имела талант к музыке, но умерла, когда ей было всего девятнадцать. Младшая, Юлиана Вильгельмина, вышла замуж за банкира Карла Эберхарда Лёра (1763—1813), сына банкира Эберхарда Генриха Лёра, в Лейпциге. Она также стала гравёром и живописцем.
В 1766 году Баузе переехал из Галле в Лейпциг, где был назначен профессором гравюры на меди в новой Высшей школе графики и каллиграфии. Специализировался на портретах. Как правило, гравировал по оригиналам других художников. Он также присоединился к знаменитой масонской ложе «Минерва трёх пальм» (Minerva zu den drei Palmen). В 1786 году был удостоен звания почётного члена Прусской академии искусств.
Его последняя гравюра была сделана в 1809 году, когда его зрение начало ухудшаться. В 1813 году он последовал за Юлианой (которая недавно овдовела) в Веймар, когда она была изгнана из своего поместья генералом Жаном Туссеном Арриги де Казановой, французским губернатором Лейпцига. Скончался 5 января 1814 года в Веймаре.

## Галерея

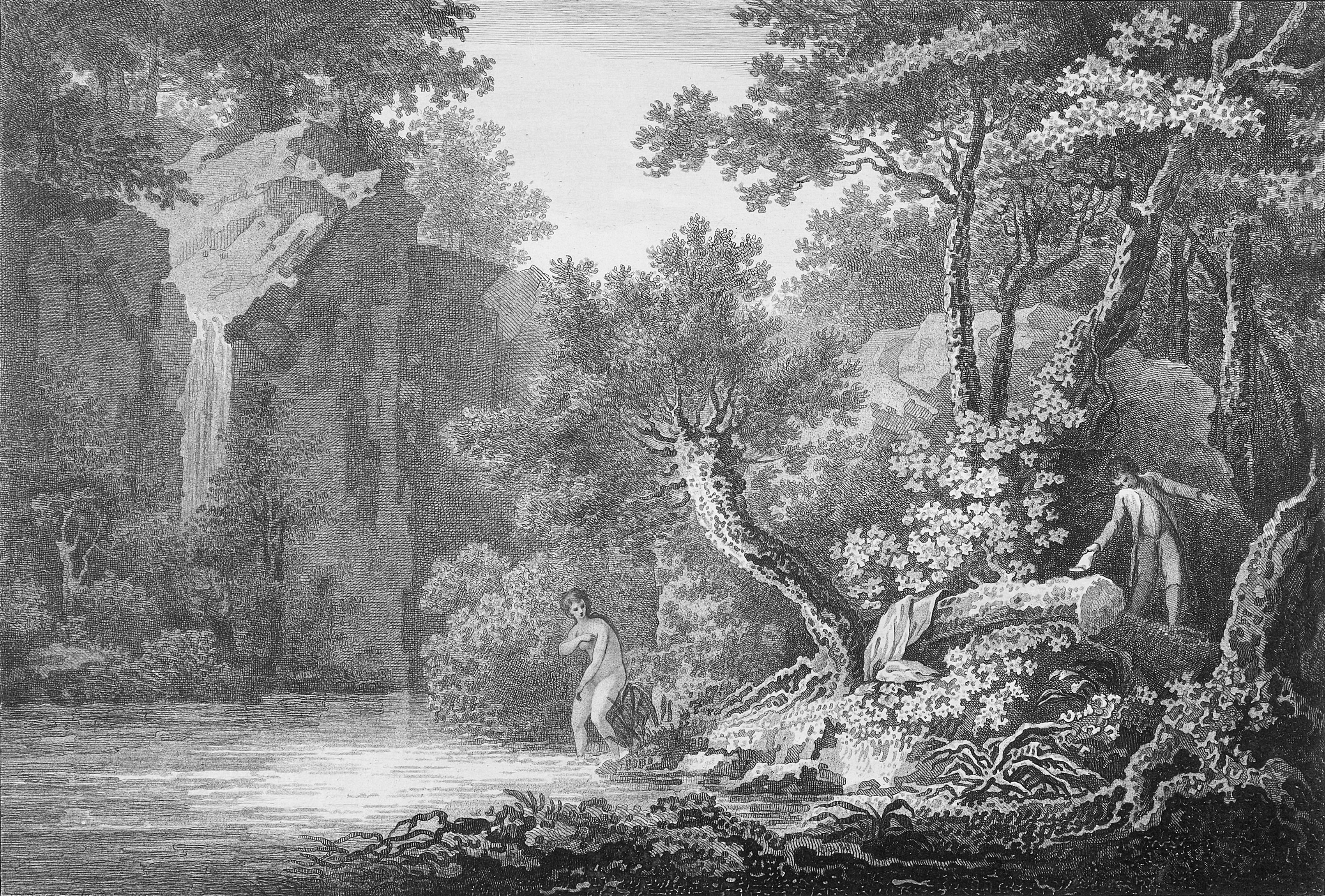
Дамон и Мусидора. 1777. Офорт
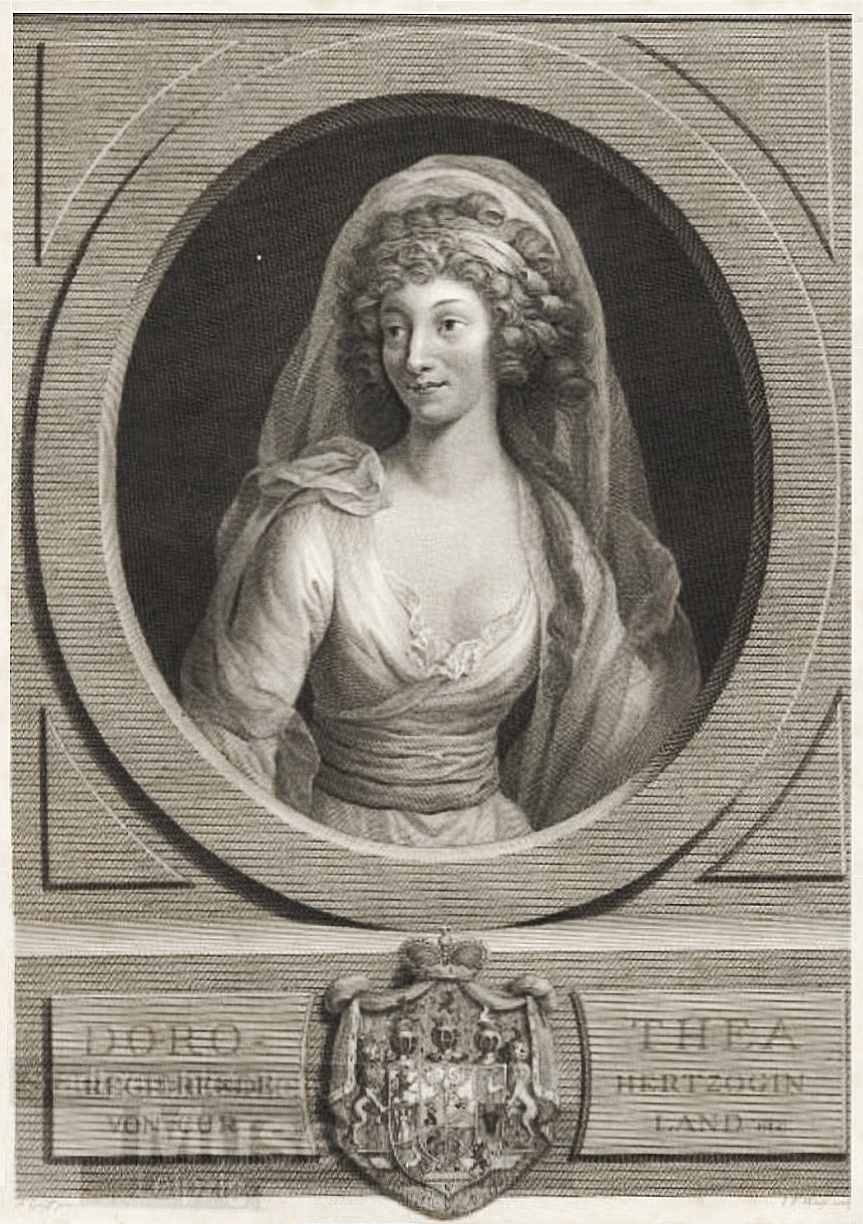
Доротея, герцогиня Курляндская. Ок. 1791. По оригиналу А. Граффа. Офорт
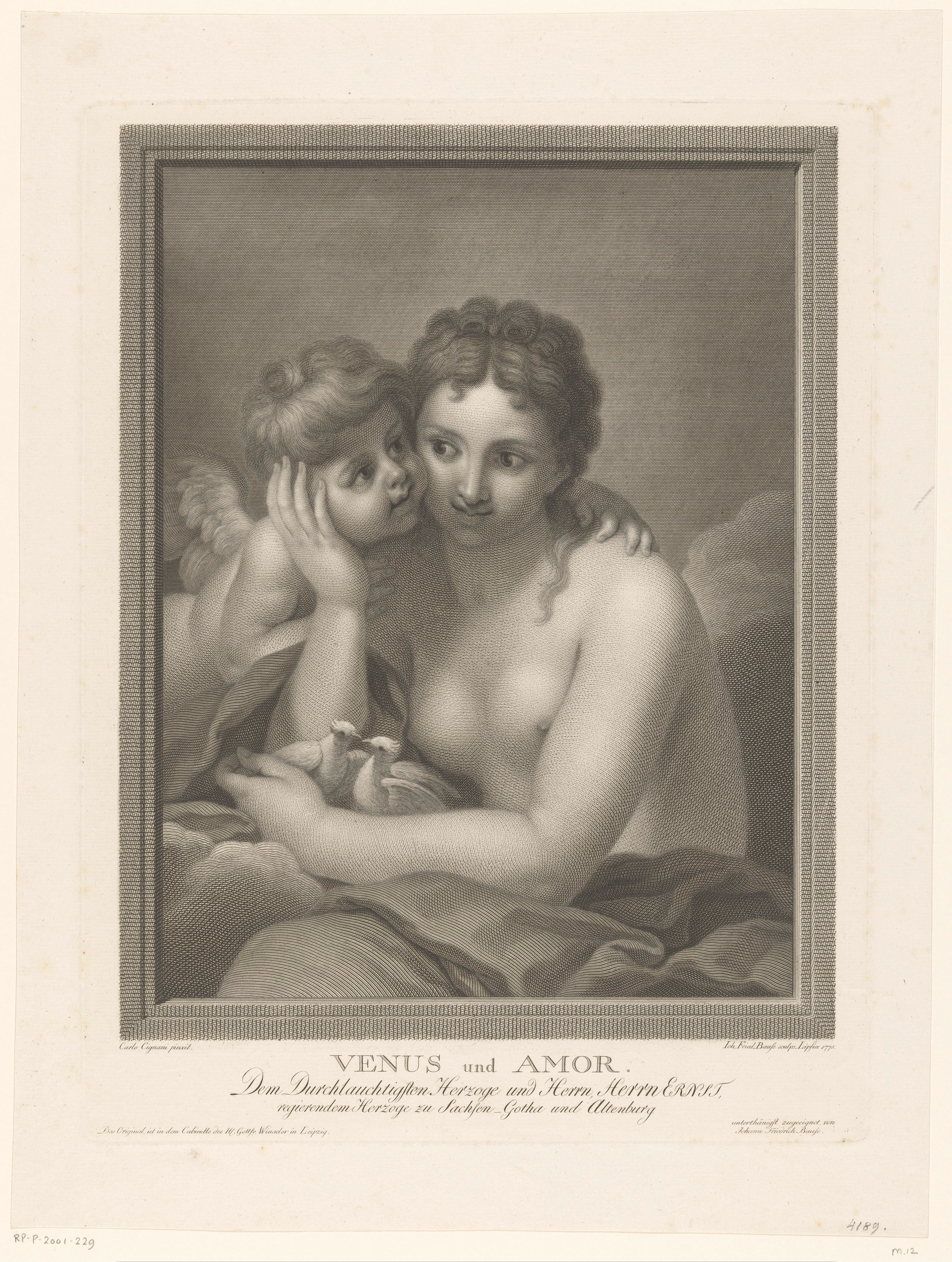
Венера и Амур. 1775. Офорт
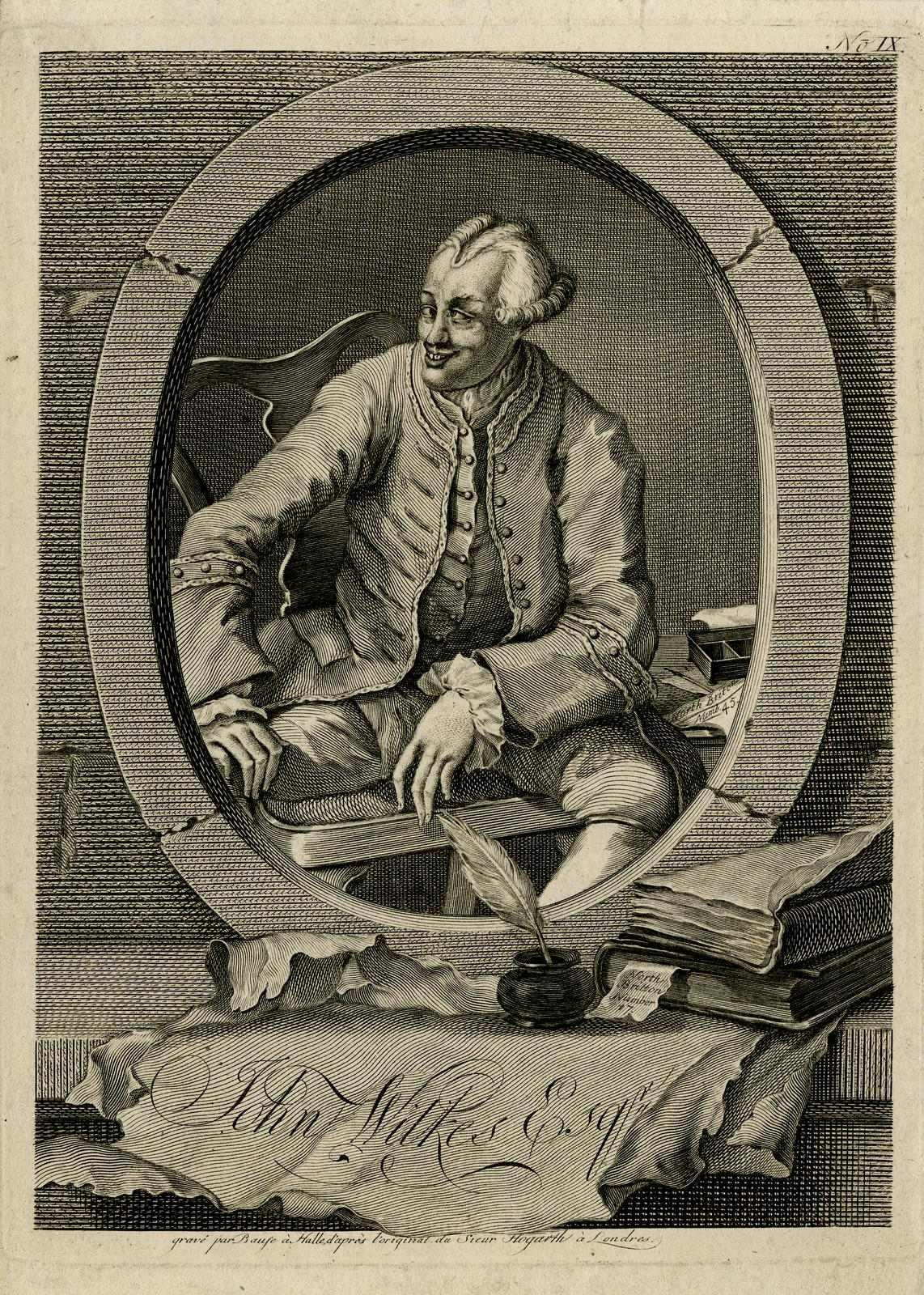
Карикатурный портрет Джона Уилкса (по оригиналу У. Хогарта). Офорт, резец
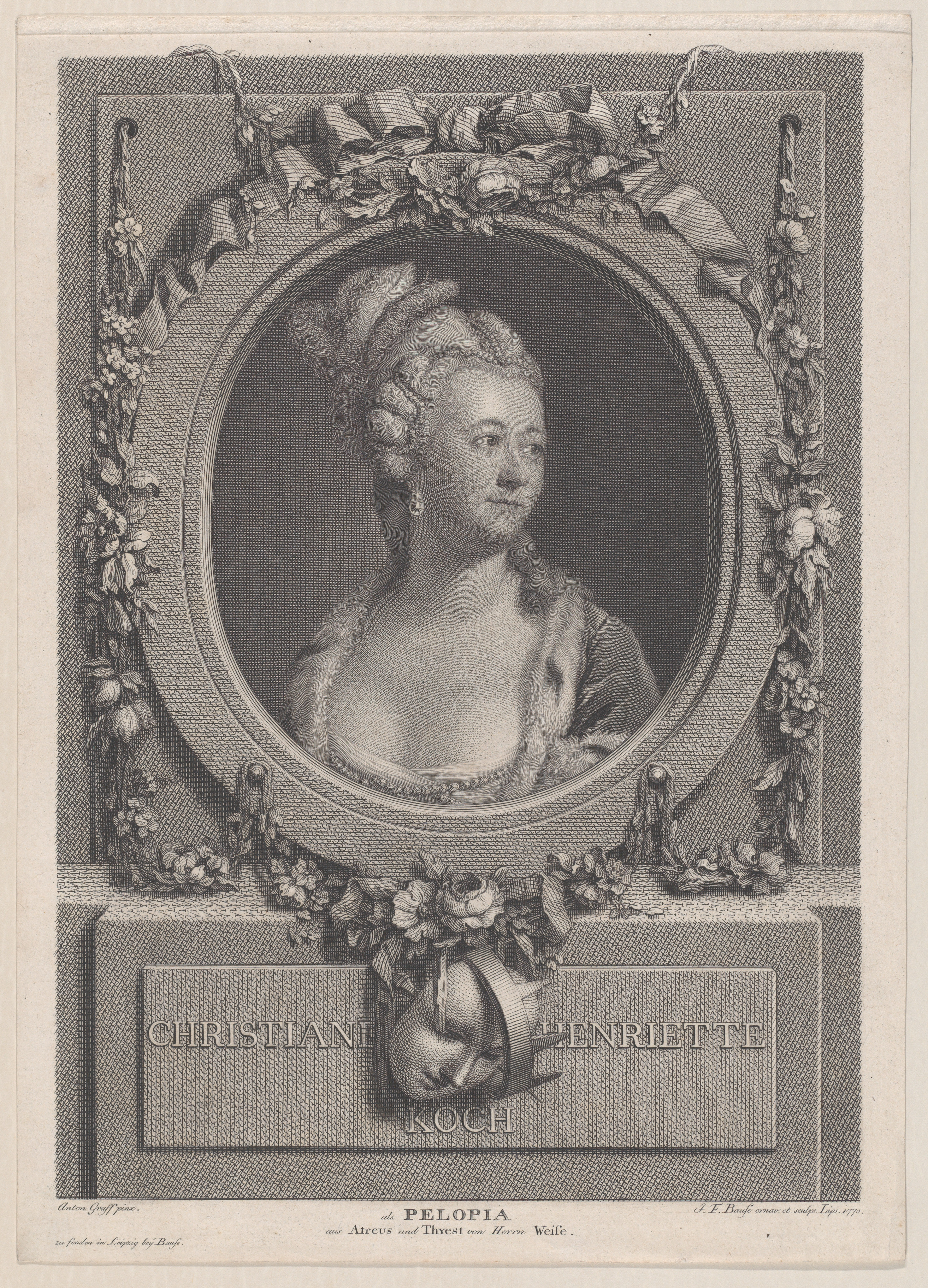
Портрет Кристианы Генриетты Кох. 1770. Офорт